# Gare de Kōriyama (Nara)
Ne doit pas être confondu avec la gare de Kōriyama située à Kōriyama
La gare de Kōriyama (郡山駅, Kōriyama-eki) est une gare ferroviaire de la ville de Yamatokōriyama, dans la préfecture de Nara au Japon. La gare est exploitée par la compagnie JR West.

## Situation ferroviaire
La gare de Kōriyama est située au point kilométrique (PK) 138,7 de la ligne principale Kansai (PK 17,8 de la ligne Yamatoji).

## Historique
La gare de Kōriyama a été inaugurée le 27 décembre 1890.

## Service des voyageurs

### Accueil
La gare dispose d'un bâtiment voyageurs, avec guichets, ouvert tous les jours.

### Desserte
- Ligne Yamatoji :
  - voie 1 : direction Nara
  - voie 2 : direction Tennōji, JR Namba et Osaka